# Hamurabi III
Hamurabi III (r. ca. 1625 - ca. 1 600 a.C. - cronologia média) foi o rei de Iamade (Halabe) em sucessão de Iarinlim III. Governou o Reino de Iamade sob ameaça das invasões hititas e foi durante seu reinado que a capital iamadita de Halabe (atual Alepo) foi destruída pelo rei hitita Mursil I, levando a um interregno na linhagem real. Sua linhagem seria retomada por Sarrael, um provável irmão.

## Identidade
Hamurabi III foi provavelmente filho de Iarinlim III, contudo há duas confusões concernentes a sua identidade.

### Confusão com Hamurabi II
Pensou-se que Hamurabi III podia ser associado ao rei Hamurabi mencionado nos tabletes 21 e 22 da coleção de Alalaque, mas se sabe que Iarinlim III foi rei de Iamade durante a destruição de Alalaque e os anais hititas (datados de depois da destruição) mencionam o rei Hamurabi, filho de Iarinlim III, portanto o Hamurabi dos tabletes não poderia ser o filho de Iarinlim III. Devido a isso estes indivíduos são considerados como dois monarcas distintos: o Hamurabi mencionado nos tabletes é Hamurabi II, um predecessor de Iarinlim III, enquanto o Hamurabi dos anais é Hamurabi III, filho de Iarinlim III.

### Confusão com Hamurabi, filho de Amitacum
Hamurabi III é mencionado nos anais de Hatusil I e outra confusão sobre sua identidade surge devido ao fato do filho do rei Amitacum de Alalaque também chamar-se Hamurabi. Os textos hititas em conexão com as guerras iamaditas mencionam Iarinlim III como rei em Halabe, bem como mencionam Hamurabi de Halabe, filho de um rei cujo nome está destruído. Michael B. Rowton dá duas possibilidades sobre a identidade deste Hamurabi, a primeira é que Hamurabi III foi filho de Amitacum, e a segunda é que Hamurabi III foi o filho de Iarinlim III. Benno Landsberger acredita que Hamurabi de Alalaque pode ser associado ao Hamurabi III de Iamade.

## Guerra com os hititas
Hatusil I conduziu uma série de campanhas destrutivas contra Iamade e seus vassalos durante o reinado de Iarinlim III. Ele continuou suas campanhas contra Hamurabi e finalmente atacou Halabe, mas foi repelido, ferido e posteriormente morreu de suas feridas em ca. 1 620 a.C.. Antes de sua morte, Hatusil proclamou seu jovem neto Mursil I como herdeiro, e os ataques hititas cessaram temporariamente até Mursil alcançar a maioridade.
O ataque do novo rei hitita foi caracterizado pela vingança pessoal contra Hamurabi, pois queria vingar o sangue de seu avô tal como expresso num texto hitita. Assim, em ca. 1 600 a.C., Mursil lançou uma investida decisiva contra Halabe que destruída e seus cativos e butim foram transportados para a capital hitita de Hatusa, terminando o Reino de Iamade como poder no Oriente Médio.

## Destino e sucessão
Os textos hititas mencionam que o rei de Halabe foi capturado e fez uma reparação a Mursil, embora seja incerto como Hamurabi fez tal reparação, bem como seu destino final. Halabe seria eventualmente reconstruída após o assassinado de Mursil e Sarrael, um príncipe de Halabe provavelmente filho de Iarinlim III, readquiriu o trono e refundou o reino. Apesar disso, Iamade nunca mais readquiriu seu estatuto anterior.